# David Dukes
David Coleman Dukes (São Francisco, 6 de junho de 1945 – Lakewood, 9 de outubro de 2000) foi um ator norte-americano. Ele teve uma longa carreira em filmes, aparecendo em 35. Dukes estrelou a minissérie The Winds of War and War and Remembrance, e ele era um ator convidado frequente da televisão. Mais tarde na vida, Dukes teve papéis recorrentes em séries como Pauly, Sisters e Dawson's Creek.

## Filmografia

### Filmes
| Ano  | Título                   | Personagem        |
| ---- | ------------------------ | ----------------- |
| 1970 | The Strawberry Statement | Student Guard     |
| 1975 | The Wild Party           | James Morrison    |
| 1979 | A Little Romance         | George de Marco   |
| 1980 | The First Deadly Sin     | Daniel Blank      |
| 1981 | Only When I Laugh        | David             |
| 1983 | Without a Trace          | Graham Selky      |
| 1986 | Rawhead Rex              | Howard Hallenbeck |
| 1986 | The Men's Club           | Phillip           |
| 1987 | Catch the Heat           | Waldo Tarr        |
| 1987 | Date with an Angel       | Ed Winston        |
| 1988 | Deadly Intent            | Myron Weston      |
| 1989 | See You in the Morning   | Peter Goodwin     |
| 1990 | The Handmaid's Tale      | Doutor            |
| 1990 | Killer Instinct          | Bo Peterson       |
| 1991 | Under Surveillance       | Dr. Glassman      |
| 1993 | Me and the Kid           | Victor Feldman    |
| 1996 | Fled                     | Chris Paine       |
| 1997 | Tinseltown               | Jake              |
| 1998 | Gods and Monsters        | David Lewis       |
| 1998 | Slappy and the Stinkers  | Spencer Dane Sr.  |
| 1999 | Goosed                   | Steffon Stevens   |
| 2000 | Tick Tock                | Holden Avery      |
| 2001 | Alex in Wonder           | Joseph Bloomfield |

### Televisão
| Ano        | Título                                          | Personagem                            | Notas                                          |
| ---------- | ----------------------------------------------- | ------------------------------------- | ---------------------------------------------- |
| 1970       | The Virginian                                   | Lad Dormer                            | Episódio: "Train of Darkness"                  |
| 1974       | Harry O                                         | Joe Heston                            | Episódio: "Coinage of the Realm"               |
| 1974       | Cannon                                          | Ted Anschluss                         | Episódio: "The Avenger"                        |
| 1974, 1977 | Police Story                                    | Jake / Lamont                         | 2 episódios                                    |
| 1975       | Great Performances                              | Guido Venanzi                         | Episódio: "The Rules of the Game"              |
| 1975       | The Wide World of Mystery                       | Harry 163                             | Episódio: "The Norming of Jack 243"            |
| 1975       | Beacon Hill                                     | Robert Lassiter                       | 11 episódios                                   |
| 1975       | Valley Forge                                    | Lt. Cutting                           | Filme para TV                                  |
| 1976       | The Jeffersons                                  | Cal Roberts                           | Episódio: "George and the President"           |
| 1976       | One Day at a Time                               | Byron De Veer                         | Episódio: "The Maestro"                        |
| 1977       | Police Woman                                    | McCormick                             | Episódio: "Deadline: Death"                    |
| 1977       | Family                                          | Calvin Manners                        | Episódio: "...More Things in Heaven and Earth" |
| 1977       | Handle with Care                                | O'Brian                               | Filme para TV                                  |
| 1977       | All That Glitters                               | Marshall Hart                         | Episódio #1.65                                 |
| 1977       | Barney Miller                                   | Brad Laneer                           | Episódio: "Corporation"                        |
| 1977       | All in the Family                               | Lambert                               | Episódio: "Edith's 50th Birthday"              |
| 1977       | 79 Park Avenue                                  | Mike Koshko                           | 3 episódios                                    |
| 1978       | Three's Company                                 | Jim Walsh                             | Episódio: "Jack's Navy Pal"                    |
| 1978       | Hawaii Five-O                                   | Willy Barker                          | Episódio: "When Does a War End?"               |
| 1978       | Go West, Young Girl                             | Reverend Crane                        | Filme para TV                                  |
| 1978       | The Many Loves of Arthur                        | Dr. Chase                             | Filme para TV                                  |
| 1978       | A Fire in the Sky                               | David Allen                           | Filme para TV                                  |
| 1979       | Some Kind of Miracle                            | Joe Dine                              | Filme para TV                                  |
| 1979       | The Triangle Factory Fire Scandal               | Lou Ribin                             | Filme para TV                                  |
| 1979       | How the West Was Won                            | Louis Riel                            | Episódio: "L'Affaire Riel"                     |
| 1979       | Mayflower: The Pilgrims' Adventure              | Myles Standish                        | Filme para TV                                  |
| 1980       | Portrait of a Rebel: The Remarkable Mrs. Sanger | Bill Sanger                           | Filme para TV                                  |
| 1982       | Miss All-American Beauty                        | Avery McPherson                       | Filme para TV                                  |
| 1983       | The Winds of War                                | Leslie Slote                          | 7 episódios                                    |
| 1984       | Sentimental Journey                             | Bill Gardner                          | Filme para TV                                  |
| 1984       | George Washington                               | William Fairfax                       | 3 episódios                                    |
| 1984       | Cat on a Hot Tin Roof                           | Gooper                                | Filme para TV                                  |
| 1984       | The Hitchhiker                                  | Ted Miller                            | Episódio: "Remembering Melody"                 |
| 1985       | Space                                           | Leopold Strabismus / Martin Scorcella | 5 episódios                                    |
| 1985       | The Twilight Zone                               | Todd Ettinger                         | Episódio: "If She Dies/Ye Gods"                |
| 1985       | Kane & Abel                                     | David Osborne                         | 2 episódios                                    |
| 1986       | Tall Tales & Legends                            | Levi                                  | Episódio: "My Darlin' Clementine"              |
| 1986       | Alfred Hitchcock Presents                       | Dr. Tom Rigby                         | Episódio: "Deadly Honeymoon"                   |
| 1988       | American Playhouse                              | Dr. Ned Darrell                       | Episódio: "Strange Interlude: Part 1"          |
| 1988–1989  | War and Remembrance                             | Leslie Slote                          | 9 episódios                                    |
| 1989       | Turn Back the Clock                             | Barney Powers                         | Filme para TV                                  |
| 1990       | The Bakery                                      | Mike Kelly                            | Filme para TV                                  |
| 1990       | Snow Kill                                       | Murdoch                               | Filme para TV                                  |
| 1991       | Held Hostage: The Sis and Jerry Levin Story     | Jerry Levin                           | Filme para TV                                  |
| 1991       | The Josephine Baker Story                       | Jo Bouillon                           | Filme para TV                                  |
| 1991       | Wife, Mother, Murderer                          | Joe Hubbard                           | Filme para TV                                  |
| 1991–1993  | Sisters                                         | Wade Halsey                           | 19 episódios                                   |
| 1992       | She Woke Up                                     | Sloane Parr                           | Filme para TV                                  |
| 1992       | Look at It This Way                             | Tim Curtiz                            | 3 episódios                                    |
| 1993       | Spies                                           | Robert Prescott                       | Filme para TV                                  |
| 1993       | And the Band Played On                          | Mervyn Silverman                      | Filme para TV                                  |
| 1993       | Time Trax                                       | Kyle Fernando / Romulo Rayfield       | Episódio: "Mysterious Strangers"               |
| 1993–1995  | The Mommies                                     | Jack Larson                           | 27 episódios                                   |
| 1995       | The Surrogate                                   | Stuart Quinn                          | Filme para TV                                  |
| 1996       | Norma Jean & Marilyn                            | Arthur Quinn                          | Filme para TV                                  |
| 1996       | Star Wars                                       | Bib Fortuna                           | 2 episódios                                    |
| 1997       | Diagnosis: Murder                               | Darren Worthy                         | Episódio: "In Defense of Murder"               |
| 1997       | Last Stand at Saber River                       | Edward Janroe                         | Filme para TV                                  |
| 1997       | Pauly                                           | Edward Sherman                        | 7 episódios                                    |
| 1998       | The Love Letter                                 | Everett Reagle                        | Filme para TV                                  |
| 1998       | Life of the Party: The Pamela Harriman Story    | Leland Hayward                        | Filme para TV                                  |
| 1999       | The Practice                                    | Ted Lennon                            | Episódio: "A Day in the Life"                  |
| 1999       | 7th Heaven                                      | Jack Brennan                          | Episódio: "We the People"                      |
| 1999       | Supreme Sanction                                | Jordan McNamara                       | Filme para TV                                  |
| 1999       | Sliders                                         | Thomas Michael Mallory                | Episódio: "Roads Taken"                        |
| 1999       | Ally McBeal                                     | Johnson Biblico                       | Episódio: "Let's Dance"                        |
| 1999       | Snoops                                          | Padre Batista                         | Episódio: "Higher Calling"                     |
| 1999–2000  | Dawson's Creek                                  | Joseph McPhee                         | 7 episódios                                    |
| 2000       | Family Law                                      | Patrick Simpson                       | Episódio: "A Mother's Son"                     |
| 2000       | Law & Order                                     | David Moore                           | Episódio: "Stiff"                              |
| 2001       | The Lot                                         | Oscar Wilde                           | Episódio: "Oscar's Wilde"                      |
| 2002       | Rose Red                                        | Professor Carl Miller                 | 3 episódios                                    |